# 蘇尼提·喬杜里
蘇尼提·喬杜里（英語：Suniti Choudhury，1917年5月22日—1988年1月12日），女性印度民族主义活動家。她在16歲時與桑蒂·高斯一起暗殺了一位英國地方法官，隨後參與武裝革命鬥爭。

## 早年生活
1917年5月22日，蘇尼提·喬杜里出生在孟加拉管轄區。父親為烏瑪查蘭·喬杜里（英語：Umacharan Choudhury），在政府部門工作，母親為蘇拉桑德里·喬杜里（英語：Surasundari Choudhury）。後來，她在庫米拉Foyjunessa Balika Vidyalay學校求學。

## 社會活動
喬杜里求學期間，受到住在科米拉的烏拉斯卡·杜塔的革命活動的影響。她被另一個學生普拉富拉納里尼·布拉馬（英語：Prafullanalini Brahma）招募到朱甘塔黨。喬杜里也是特里普拉區學生會的成員，在1931年5月6日舉行的特里普拉區學生年會中，她被選為婦女志願隊隊長。在此期間，她化名「米拉·德維」（英語：Meera Devi），擔任槍支保管員，負責訓練學生會的女性成員使用印度警棍、劍和匕首。

## 暗殺法官

### 經過
1931年9月14日，時年16歲的喬杜里和桑蒂·高斯走進了英國籍庫米拉地方法官查爾斯·杰弗裡·巴克蘭·史蒂文斯（英語：Charles Geoffrey Buckland Stevens），藉口是她們想提交一份在她們的同學中安排一次游泳比賽的請願書。當史蒂文斯查看文件時，兩人取出了藏在她們披肩下的自動手槍，開槍打死了他。

### 審判
這兩個女孩被拘留，並被關押在當地的英國監獄。1932年2月，高斯和喬杜里在加爾各答出庭。由於兩人都是未成年人，兩人都被判處10年監禁。在一次採訪中，她們說：「與其住在馬厩裡，還不如死了。」
喬杜里被作為「三等犯人」囚禁在希吉利監獄。她的家人因為她的行為而受影響。喬杜里父親的政府養老金被取消，她的兩個哥哥未經審判被關押，她的弟弟死於多年的營養不良造成的肺結核。
1939年，由於甘地與英屬印度政府之間的特赦談判，喬杜里與桑提·高斯一起被釋放，此時她已經服完七年刑期。

### 評價
這是在印度獨立運動的歷史上女性唯一一次取得成功。《當代西方》期刊將這次暗殺描述為「印度人對威靈頓伯爵侵害印度人包括言論自由在內的公民權利的憤怒」。《印度消息》將這次暗殺描述為兩人對「英國的法官濫用其權力地位強姦印度婦女」的報復。
判決結果公布後，拉傑沙希縣的警察情報部門發現了一張海報，海報稱讚兩人是民族主義女英雄。海報在羅伯特·伯恩斯的詩句Scots Wha Hae旁展示了這兩個女孩的照片。

## 釋放之後
獲釋後，喬杜里學習並通過了內外全科醫學士測試，成為了一名醫生。1947年，她與工會領袖普拉迪奧特·庫馬爾·戈什（英語：Pradyot Kumar Ghosh）結婚。她於1988年1月12日去世，享年71歲。